# Кассиус (крокодил)
Кассиус (англ. Cassius) — крупный гребнистый крокодил, пойманный в Австралии в 1984 году. С 1987 года до своей смерти содержался в зоопарке Marineland Crocodile Park на острове Грин (штат Квинсленд). Длина крокодила 5,48 м (18 футов), а масса достигает 998 кг (2200 фунтов). Возраст рептилии — более 110 лет.
В 2011 году крокодил Кассиус признан Книгой рекордов Гиннесса как «самый большой в мире крокодил в неволе» (Largest crocodile in captivity). Также считается самым старым крокодилом в неволе.
Кассиус умер 2 ноября 2024 года.

## Общая информация
Кассиус относится к виду Crocodylus porosus, представители которого могут жить более 100 лет, вырастать до 7 метров и весить до 2000 кг. Он может без труда жить в солёной воде, но, как правило, обитает в мангровых болотах, дельтах, лагунах и в нижнем течении рек. Является очень опасным пресмыкающимся из рода настоящих крокодилов.
Крокодил получил свое имя в честь известного боксера Мохамеда Али (имя при рождении — Кассиус Клей).

## Книга рекордов Гиннесса
С 2011 года Кассиус является обладателем почётного титула Книги рекордов Гиннесса как «самый большой в мире крокодил в неволе». Рекордсменом он стал повторно в 2013 году, на непродолжительное время уступив первенство другому гиганту из Филиппин — крокодилу по имени Лолонг, длина которого составляла 6,17 метра (умер в феврале 2013 года).